# Makara György
Makara György (Koritnó (Nyitra vármegye), 1822. – Pápa, 1893. július 18.) orvosdoktor. Veszprém vármegye tiszteletbeli főorvosa és pápai járásorvos volt. Makara Lajos édesapja.
Cikkei az Orvosi Tárban (1847. I. Vázlateszmék orvosi reformunk köréből, 1848. Nyilt szó az orvoskar mostani vezetőihez); a Gyógyászatban (1861. Levél az orvosválasztások ügyében, Az öngyilkosságról, Orvosi s lélekkórtani elmélkedés, 1863. Javaslat egy országos orvosi testület alakítására nézve).

## Munkája
- Orvostudori értekezés a fül és hallás bajairól. Pest, 1846. (Latin címmel is.)